# Joan Dougherty
Pour les articles homonymes, voir Dougherty.
Joan Dougherty, née le 2 mars 1927 à Montréal et morte le 18 décembre 2020 à Westmount, est une femme politique canadienne. Elle est la députée libérale de Jacques-Cartier de 1981 à 1989.

## Études
Elle obtient son baccalauréat en sciences à l'Université McGill, en 1947, puis une maîtrise en histologie en 1950. Elle étudie ensuite la biophysique, de 1948 à 1949 au Massachusetts Institute of Technology.

## Carrière
En 1974 elle devient commissaire au sein de la Commission des écoles protestantes du Montréal métropolitain, qu'elle préside de 1977 à 1981. En 1975, elle entre au conseil d'administration de l'Université McGill, puis elle devient administratrice de nombreuses associations liées à l'éducation comme la Quebec Federation of Home and School Associations, la Family Service Association, le comité protestant du Conseil supérieur de l'éducation ou encore de l´Association québécoise pour les enfants ayant des troubles d'apprentissage.
En 1981, elle est élue députée libérale de Jacques-Cartier, puis réélue en 1985, et devient adjointe parlementaire au ministre de l'Éducation. Elle est cependant battue par Neil Cameron lors des élections de 1989, le parti libéral étant devancé par le Parti égalité, pro-anglophone et tout juste créé, dans plusieurs châteaux-forts.
À la suite de cette défaite, elle met fin à toute carrière politique. Elle continue à s'investir dans des structures liées à l'éducation et préside notamment Apprentissage à la vie autonome/Toward Independant Living de 1998 à 2006.
Elle est récipiendaire, en 2005, de la Médaille de l'Assemblée nationale.

## Décès
Elle meurt à la maison de retraite Château Westmount le 18 décembre 2020 des complications liées à la Covid-19).

## Source
- « Joan Dougherty » sur le site officiel de l'Assemblée nationale du Québec. Consulté le 31 janvier 2008.